# David Stradling
David Stradling (* vor 1537; † nach 1575) war ein englischer Politiker, der einmal als Abgeordneter für das House of Commons gewählt wurde.
David Stradling entstammte der Familie Stradling, einer alten Familie der Gentry aus Glamorgan. Er war der zweite Sohn von Sir Thomas Stradling und von dessen Frau Catherine Gamage. Als jüngerer Sohn wurde Stradling am Inner Temple in London ausgebildet. Er studierte wahrscheinlich noch, als er zusammen mit seinem älteren Bruder Edward Stradling bei der Unterhauswahl 1558 als Abgeordneter für Arundel in Sussex gewählt wurde. Die beiden Brüder verdankten ihre Wahl als Abgeordnete für das letzte Parlament von Königin Maria dem Kontakt ihres Vaters mit dem Earl of Arundel. Über Stradlings Tätigkeit als Abgeordneter ist nichts bekannt. Nachdem Königin Maria gestorben war und ihre Halbschwester Elisabeth im November 1558 den Thron bestiegen hatte, ging Stradling als leidenschaftlicher Katholik ins Exil. Sein Vater hinterlegte im Dezember 1566 im Haus eines Freundes in London eine finanzielle Zuwendung für ihn. Möglicherweise hielt er sich bei seiner Schwester Damascin auf, die zum Gefolge von Jane Dormer, der englischen Frau des spanischen Grafen von Feria in den Niederlanden und in Spanien gehörte, oder bei einer anderen Schwester, die in Löwen in den Niederlanden lebte. Im November 1573 soll ihn der spanische König Philipp IV. in Madrid empfangen haben. Es gibt wenige weitere Hinweise darauf, dass Stradling sich weiter sowohl in Spanien wie auch in den Niederlanden aufgehalten hat. Vor 1575 war er im damals zu Flandern gehörigen Lille. Nach Informationen des Engländers Thomas Shirley, der sich in den 1580er Jahren in den Niederlanden aufhielt, war er bereits gestorben.